# Психологія жертви
Психологія (мислення (англ. mindset of victimhood), менталітет або синдром) жертви — це термін, що позначає набуте свідоме чи несвідоме позиціювання людини себе як жертви дій інших людей, що ставить її у беззахисне становище. Причиною цього можуть бути як реальне насильство, дискримінація, зловживання, так і небажання брати відповідальність за свої дії та вибори. Також, це використовується на позначення тенденції звинувачувати у своїх нещастях когось іншого, що також зветься віктимізмом.
Характерні риси віктимного мислення спостерігаються на груповому рівні, хоча не всі риси проявляються на індивідуальному рівні.

## Прояви
Психологія жертви може проявлятися в різних формах поведінки або способах мислення:
- Визначення інших як причини небажаної ситуації та заперечення особистої відповідальності за власне життя або обставини.[8]
- Приписування кривднику негативних намірів.[1]
- Віра в те, що іншим людям загалом пощастило більше.[2]
- Отримання задоволення від почуття жалю до себе або співчуття від інших.[9]

Зазвичай характеризується песимізмом, жалістю до себе та ображеним гнівом. Люди з менталітетом жертви також можуть бути схильні до цього:
- демонстрація загальної тенденції до реалістичного сприйняття ситуації; проте їм може бракувати усвідомлення або цікавості щодо причини фактичного безсилля в ситуації[8], що склалася
- демонстрація того, що тобі зобов'язані чимось, коли ти мало або взагалі нічого не зробив, щоб заслужити особливе ставлення[10][11]
- стають в оборону, навіть коли інші намагаються допомогти.[9]
- схильність до категоричності: ділення людей на «хороших» і «поганих» без жодної «сірої» зони між ними.[12]
- уникання ризику[13].
- демонстрація набутої беззахисності;[14][15]
- самоприниження.[16]

На індивідуальному та колективному рівнях інші риси ментальності жертви включають:
- Потреба у визнанні[1] — бажання людей, щоб їхній статус жертви була визнана та підтверджена іншими. Таке визнання допомагає підтвердити позитивні базові припущення особи щодо себе, інших та світу в цілому. Це також означає, що кривдники визнають свою провину. На колективному рівні це може заохочувати людей до позитивного ставлення до травматичних подій і сприяти примирливому ставленню до групових конфліктів.
- Моральний елітаризм[1] — сприйняття власної моральної вищості та аморальності іншої сторони, як на індивідуальному, так і на груповому рівнях. На індивідуальному рівні це, як правило, передбачає «чорно-біле» бачення моралі та вчинків людей. Індивід заперечує власну агресивність і бачить себе слабким і переслідуваним морально нечистим, тоді як інша людина бачиться загрозливою, аморальною та переслідувачем, зберігаючи при цьому образ морально чистого «я». На колективному рівні моральний елітаризм означає, що групи підкреслюють завдану їм шкоду, водночас вважаючи себе морально вищими. Це також означає, що індивіди вважають власне насильство виправданим і моральним, тоді як насильство іншої групи є невиправданим і морально неправильним.
- Брак емпатії — оскільки люди стурбовані власними стражданнями, вони, як правило, не бажають перемикати увагу на страждання інших. Вони або ігноруватимуть страждання інших, або діятимуть більш егоїстично. На колективному рівні групи, заклопотані власним усвідомленням себе як жертви, не бажають бачити перспективу інших груп та виявляють менше співчуття до своїх супротивників, а також менш схильні брати на себе відповідальність за заподіяну ними шкоду. Це призводить до того, що група стає колективно егоїстичною.[1]
- Румінація (безперервне обговорення думки чи проблеми без завершення[18]) — люди із менталітетом жертви схильні зосереджувати увагу на своєму стражданні, його причинах і наслідках, а не на рішеннях. Це викликає агресію у відповідь на образи чи погрози та зменшує бажання прощення, включаючи бажання помститися кривднику. Подібна динаміка відбувається і на колективному рівні.[1]

## Виникнення
Синдром жертви формується, в першу чергу, під впливом членів сім'ї та ситуацій, що склалися в дитинстві. Так само і злочинці часто схильні до віктимного мислення, вважаючи себе моральними та скоюючи злочин лише як реакцію на аморальний світ, а також відчуваючи, що влада несправедливо виділяє їх для переслідування.

## Подолання
Задля позбавлення синдрому жертви, необхідно звернутися до психолога або психотерапевта за психотерапією.

## Подальше читання
- Christopher Peterson A Primer in Positive Psychology. Oxford University Press, 2006
- Ємельянова О. Трикутник страждань. Київ: КМ-Букс, 2022. 227 с.
- Христенко, В.Е. Психология жертвы. Харків: Консум, 2005. с. 256